# Roger Etchegaray
Roger Marie Élie Etchegaray (Espelette, 25 september 1922 – Cambo-les-Bains, 4 september 2019) was een Frans geestelijke en een kardinaal van de Rooms-Katholieke Kerk.

## Leven
Roger Etchegaray was een Bask, geboren in de Pyrénées-Atlantiques. Hij werd op 13 juli 1947 tot priester gewijd en werd vervolgens parochiepriester in het bisdom Bayonne. Vanaf 1961 was hij secretaris van de Franse bisschoppenconferentie, waarvan hij in 1966 secretaris-generaal werd.
Op 29 maart 1969 werd Etchegaray benoemd tot hulpbisschop van van het aartsbisdom Parijs en tot titulair bisschop van Gemellae in Numidia; zijn bisschopswijding vond plaats op 27 mei 1969. Op 22 december 1970 volgde zijn benoeming tot aartsbisschop van Marseille. Van 1976 tot 1981 was Etchegaray tevens voorzitter van de Franse bisschoppenconferentie.
Etchegaray werd tijdens het consistorie van 30 juni 1979 kardinaal gecreëerd. Hij kreeg de rang van kardinaal-priester. Zijn titelkerk werd de San Leone Magno. Hij was vanwege zijn leeftijd niet gerechtigd deel te nemen aan de conclaven van 2005 en 2013.
Op 8 april 1984 werd Etchegaray benoemd tot prefect van de Pauselijke Raad "Cor Unum" en tot voorzitter van de Pauselijke Raad voor Gerechtigheid en Vrede. Van deze eerste raad was hij tot 1995 prefect, van de tweede tot 1998. Hij was president van het voorbereidend comité voor het jubeljaar 2000.
Op 24 juni 1998 werd Etchegaray benoemd tot kardinaal-bisschop van het suburbicair bisdom Porto-Santa Rufina.
Etchegaray was pauselijk gezant in verscheidene door oorlog of conflicten bedreigde gebieden. Zo ondernam hij vredesmissies naar Sarajevo, naar het door burgeroorlogen geteisterde Mozambique en naar Betlehem. In 2003 trachtte hij namens de paus Saddam Hoessein zo ver te krijgen om zich te schikken naar de resoluties van de veiligheidsraad van de Verenigde Naties.
Op 30 april 2005 werd Etchegaray gekozen als vicedeken van het College van Kardinalen, als opvolger van Angelo Sodano die het decanaat op zich nam.
Op kerstavond 2009 werd paus Benedictus XVI aangevallen door een "verwarde" vrouw. De paus en kardinaal Etchegaray vielen, de laatste brak daarbij zijn heup. De paus bleef ongedeerd. Op tweede kerstdag werd bekend dat de kardinaal het redelijk goed maakte. Hij gaf aan te bidden voor de paus en de noodzakelijke heupoperatie met vertrouwen tegemoet te zien.
In 2015 viel Etchegaray wederom tijdens een mis in de Sint Pieter en brak daarbij voor de tweede keer zijn heup.
Op 10 juni 2017 trad Etchegaray af als vicedeken van het College van Kardinalen. Hij overleed twee jaar later op 96-jarige leeftijd.

## Onderscheiding
In 1994 werd Etchegaray verkozen tot lid van de Franse Académie des sciences morales et politiques waarvan hij tot zijn dood deel uitmaakte. 
In 2003 werd hij samen met Mustafa Cerić uit Bosnië en Herzegovina onderscheiden met de Félix Houphouët-Boigny-Vredesprijs van de UNESCO.

## Trivia
Op 26 november 2008 werd Etchegaray de langstdienende kardinaal uit de geschiedenis die nooit had deelgenomen aan een conclaaf. Tot dan toe was dat de negentiende-eeuwse kardinaal Giacomo Antonelli.
- Biblioteca Nacional de España: XX1146655
- Bibliothèque nationale de France: cb11901966h (data)
- Catàleg d'autoritats de noms i títols de Catalunya: 981058611246006706
- Gemeinsame Normdatei: 120679590
- International Standard Name Identifier: 0000 0001 0918 5716
- Library of Congress Control Number: n84239010
- Nationale Bibliotheek van Tsjechië: skuk0000367
- Nationale Bibliotheek van Israël: 987007522631105171
- Nationale Bibliotheek van Polen: a0000001085404
- Nationale en Universitaire bibliotheek Zagreb: 000237682
- Nederlandse Thesaurus van Auteursnamen: 07409033X
- Istituto Centrale per il Catalogo Unico: CFIV130020
- Système universitaire de documentation: 026854163
- Virtual International Authority File: 79024763
- WorldCat: E39PBJdrCJDrjfpJhWPfpWwpyd